# Drahnětice
Drahnětice (německy Drachnietitz) jsou malá vesnice, část města Jistebnice v okrese Tábor v Jihočeském kraji. Nachází se asi 3,5 kilometru jihozápadně od Jistebnice. Prochází zde silnice II/122. Drahnětice jsou také název katastrálního území o rozloze 4,31 km².

## Historie
První písemná zmínka o vesnici pochází z roku 1379.

## Obyvatelstvo
| Rok            | 1869 | 1880 | 1890 | 1900 | 1910 | 1921 | 1930 | 1950 | 1961 | 1970 | 1980 | 1991 | 2001 | 2011 | 2021 |
| -------------- | ---- | ---- | ---- | ---- | ---- | ---- | ---- | ---- | ---- | ---- | ---- | ---- | ---- | ---- | ---- |
| Počet obyvatel | 174  | 220  | 239  | 219  | 233  | 220  | 205  | 118  | 114  | 124  | 96   | 64   | 50   | 42   | 48   |
| Počet domů     | 20   | 24   | 26   | 27   | 26   | 28   | 28   | 27   | 27   | 30   | 26   | 32   | 32   | 34   | 32   |

## Obecní správa
Při sčítání lidu v letech 1850–1960 Drahnětice byly samostatnou obcí, se kterým patřily nejprve do okresu Sedlčany, ale od roku 1880 v okrese Tábor. V letech 1960–1980 byly částí obce Božejovice v okrese Tábor. Od 1. července 1980 jsou částí města Jistebnice v okrese Tábor. V letech 1850–1879 k obci patřily Hodkov, Plechov, Svoříž, Zbelítov a Zvěstonín a v letech 1850–1899 také Božejovice a Jezviny.

## Pamětihodnosti
- Ve vesnici se nachází kříž na kamenném podstavci. Na jeho kulatém štítku je tento nápis: CHVÁLA KRISTU
- U komunikace z vesnice se nachází kamenný kříž zdobený motivem kalicha a na svém podstavci nese dataci 1869.

## Galerie

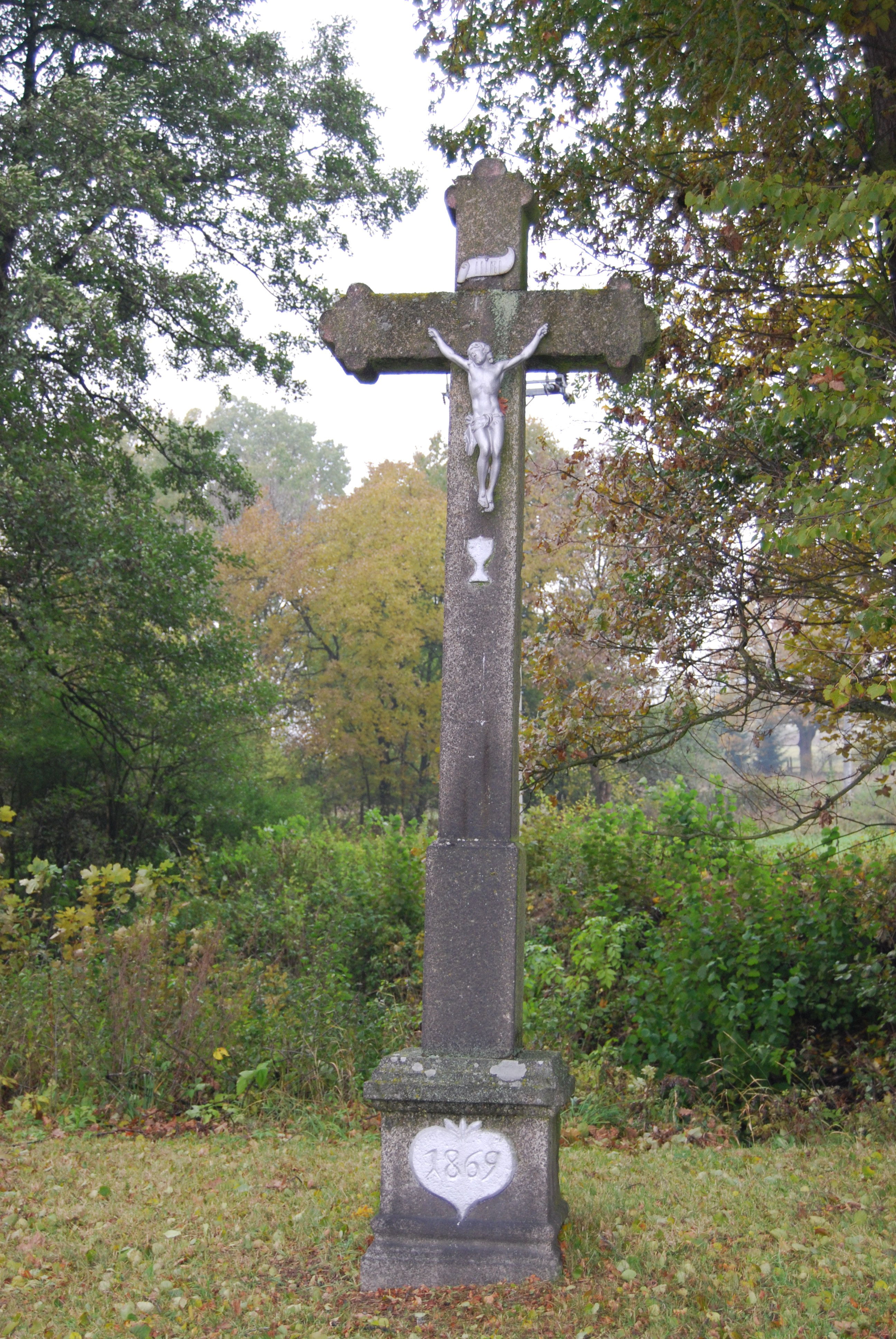
Kříž u vesnice
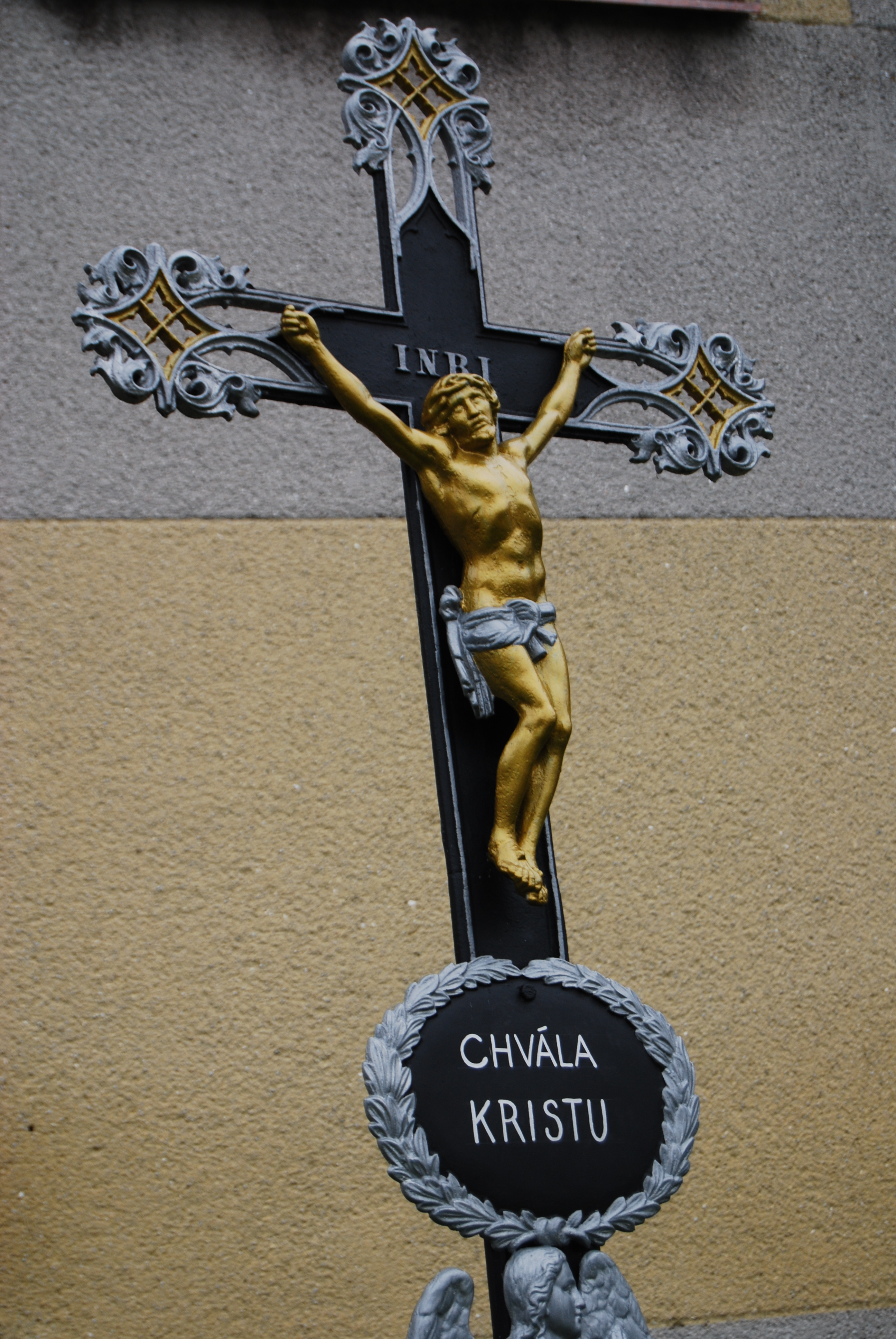
Detail horní části kříže